# Joop Eijl
Joseph (Joop) Eijl (Amsterdam, 1 oktober 1896 - Waalsdorpervlakte, 13 maart 1941) was een Nederlandse verzetsstrijder tijdens de Tweede Wereldoorlog.
Eijl was van Joodse afkomst, magazijnmeester van beroep en lid van de CPN. Tijdens de Februaristaking, op 26 februari, werd hij om half drie in de middag door de Amsterdamse politie gearresteerd toen hij pamfletten uitdeelde in de Sint Willibrordusstraat te Amsterdam. Na zijn arrestatie werd hij overdragen aan de Sicherheitspolizei. Tot aan zijn dood zat Eijl vast in het Huis van Bewaring in Scheveningen, beter bekend als Oranjehotel. Hij werd als februaristaker ter dood veroordeeld en gefusilleerd op de Waalsdorpervlakte.
Joop Eijl is een van de achttien in het gedicht Het lied der achttien dooden van Jan Campert.
In Schiedam en Amsterdam zijn straten naar hem vernoemd.